# 国道403号

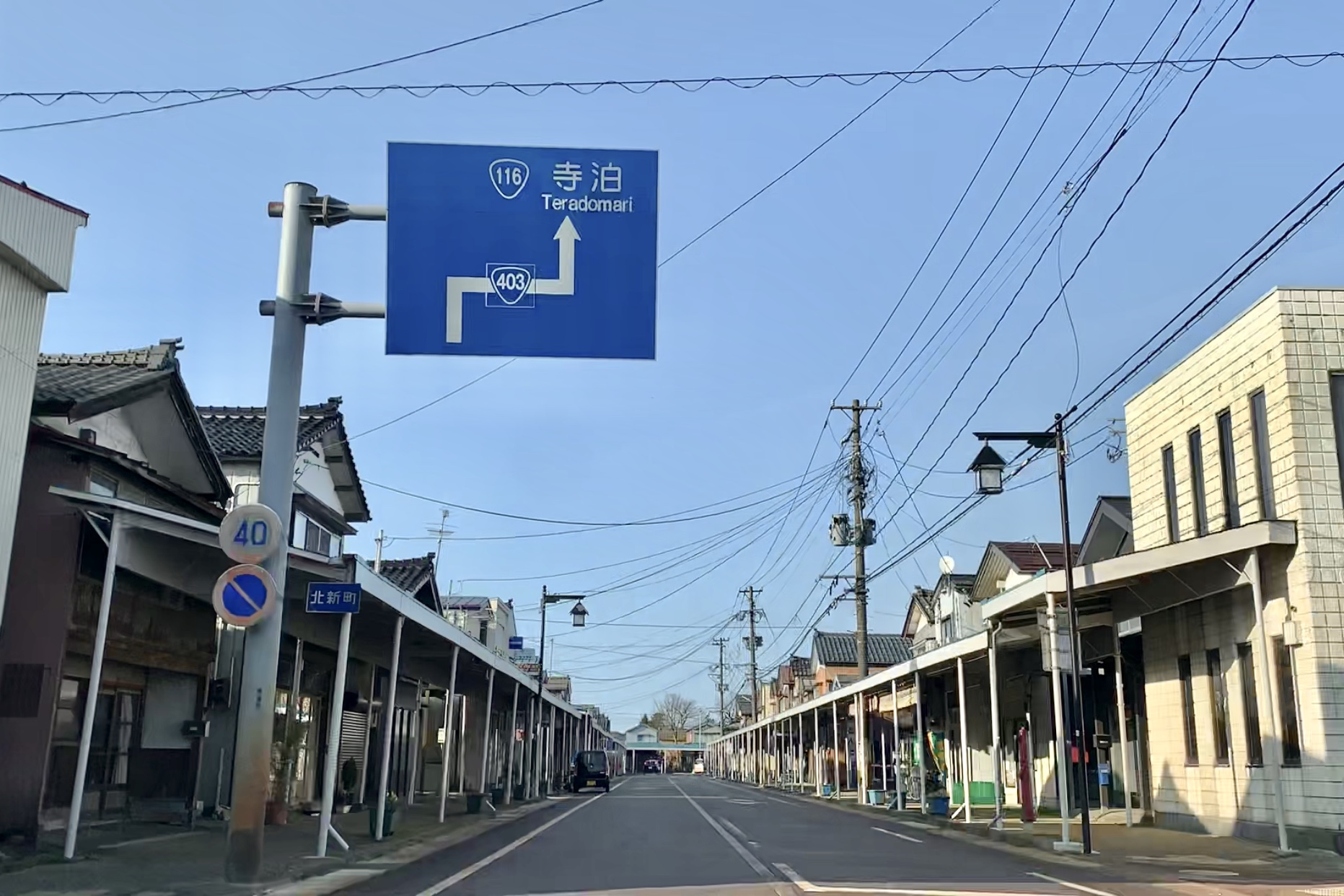
与板市街（新潟県長岡市）

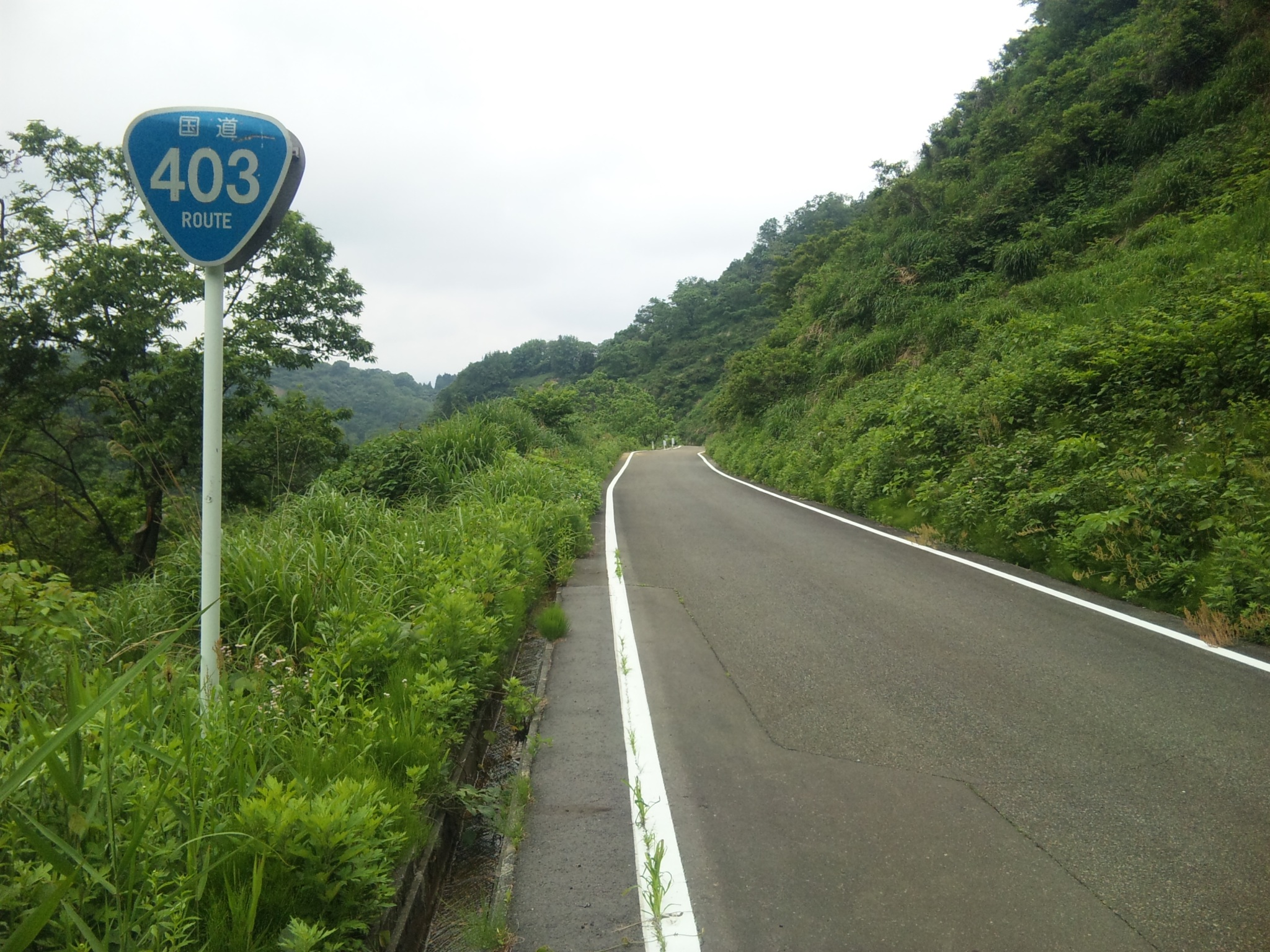
小国峠（新潟県長岡市小国町）付近

国道403号（こくどう403ごう）は、新潟県新潟市中央区から長野県松本市に至る一般国道である。

## 概要
起点である新潟市から三条市に至る区間はJR東日本信越本線に並行する。三条市から小千谷市までは信濃川の流路を数回横切りながら沿うように走り、小千谷市から十日町市、上越市を経由して飯山市に至るまでは山岳区間で、狭隘路も見られる。中野市から千曲市稲荷山間は谷街道を、千曲市稲荷山から東筑摩郡筑北村間は北国西街道を踏襲する路線である。千曲市からは篠ノ井線と並行して、終点となる松本市に至る。

### 路線データ
一般国道の路線を指定する政令に基づく起終点および重要な経過地は次のとおり。
- 起点：新潟市（中央区明石二丁目78番1[注釈 2]、栗ノ木橋交差点 = 国道7号・国道8号・国道17号・国道113号上、国道49号終点、国道459号起点）
- 終点：松本市（渚一丁目交差点 = 国道19号上、国道143号起点、国道158号終点）
- 重要な経過地：新潟県中蒲原郡亀田町[注釈 3]、新津市[注釈 4]、加茂市（寿町）、三条市、同県三島郡三島町[注釈 5]、長岡市、同郡越路町[注釈 5]、小千谷市、同県刈羽郡小国町[注釈 5]、同県中魚沼郡川西町[注釈 6]、同県東頸城郡松代町[注釈 6]、同郡安塚町[注釈 7]、飯山市、長野県下高井郡山ノ内町、中野市、須坂市、長野市、更埴市[注釈 8]、同県東筑摩郡明科町[注釈 9]
- 総延長 : 335.4 km（新潟県 167.8 km、新潟市 18.7 km、長野県 148.9 km）重用延長を含む[3][注釈 10]
- 重用延長 : 80.6 km（新潟県 42.3 km、新潟市 - km、長野県 38.3 km）[3][注釈 10]
- 未供用延長 : なし[3][注釈 10]
- 実延長 : 254.8 km（新潟県 125.5 km、新潟市 18.7 km、長野県 110.6 km）[3][注釈 10]
  - 現道 : 242.1 km（新潟県 117.9 km、新潟市 15.9 km、長野県 108.4 km）[3][注釈 10]
  - 旧道 : 1.5 km（新潟県 - km、新潟市 - km、長野県 1.5 km）[3][注釈 10]
  - 新道 : 11.2 km（新潟県 7.6 km、新潟市 2.7 km、長野県 0.8 km）[3][注釈 10]
- 指定区間：国道7号・国道49号・国道17号・国道18号・国道19号と重複する区間（新潟市・栗ノ木橋交差点 - 紫竹山IC＝栗ノ木バイパス、三条市・須頃三丁目南交差点 - 大野畑交差点、小千谷市・高梨交差点 - 三仏生交差点、長野県千曲市・粟佐交差点 - 杭瀬下交差点、千曲市・治田小学校東交差点 - 八幡峯交差点、安曇野市・木戸交差点 - 松本市・渚一丁目交差点（終点））[2]

## 歴史
当初、1982年（昭和57年）に指定された一般国道403号は、新潟県三条市 - 中蒲原郡亀田町（現・新潟市江南区）を結ぶ路線であったが、11年後の1993年（平成5年）の国道の改正で延伸され、新潟市 - 松本市を結ぶ路線として再指定された。この時、国道404号の一部分の区間が国道403号に重複となっている。

### 年表
- 1982年（昭和57年）4月1日 - 一般国道403号（三条市 - 新潟県中蒲原郡亀田町）として指定施行[4]。
- 1993年（平成5年）4月1日 - 起終点を交換して両端を延伸し、一般国道403号（新潟市 - 松本市）として指定施行[5][6]。
- 2020年（令和2年）3月22日 - 小須戸田上バイパスの延長2.10 kmの区間が開通し、延長7.78 kmの小須戸田上バイパス全線供用[7][8][9]。
- 2024年（令和6年）3月23日 -  三条北バイパスの延長3.18 kmの区間が開通し、延長8.32 kmの三条北バイパス全線供用[10]。

## 路線状況
地図上では幾つもの他路線の国道と重用を繰り返しており、重用区間延長は約90 km、比率では路線全体の4分の1以上を占めるルートのトレースに難儀する国道ともなっている。新潟・長野県境の伏野峠を越える区間は、豪雪地帯として知られる場所で通行期間も限られ、いわゆる「酷道」のひとつに数えられている。伏野峠越えは、かつて林道での迂回が可能な未開通区間であったが現在では解消されている。
道路幅員5.5 m以上の改良率は78.3 %、峠越えの山間部には1車線の幅員の狭い区間や、ガードレールの整備が行き届いていない区間が残存する。
長野県飯山市の照岡牧場付近は、山道から一転して視界が広がる場所で、農道のように田んぼの間を縫うように細い道路が走る。飯山市 - 野沢温泉村の千曲川に架かる市川橋は、4 t車以上通行止め規制である。

### 通称
- 栗ノ木バイパス
- 亀田バイパス
- 新津バイパス（新潟市江南区茅野山 - 新潟市秋葉区古田）
- 第二産業道路
- 谷街道
- あんず街道
- 松之山街道
- 北国西街道

### バイパス
- 新潟県

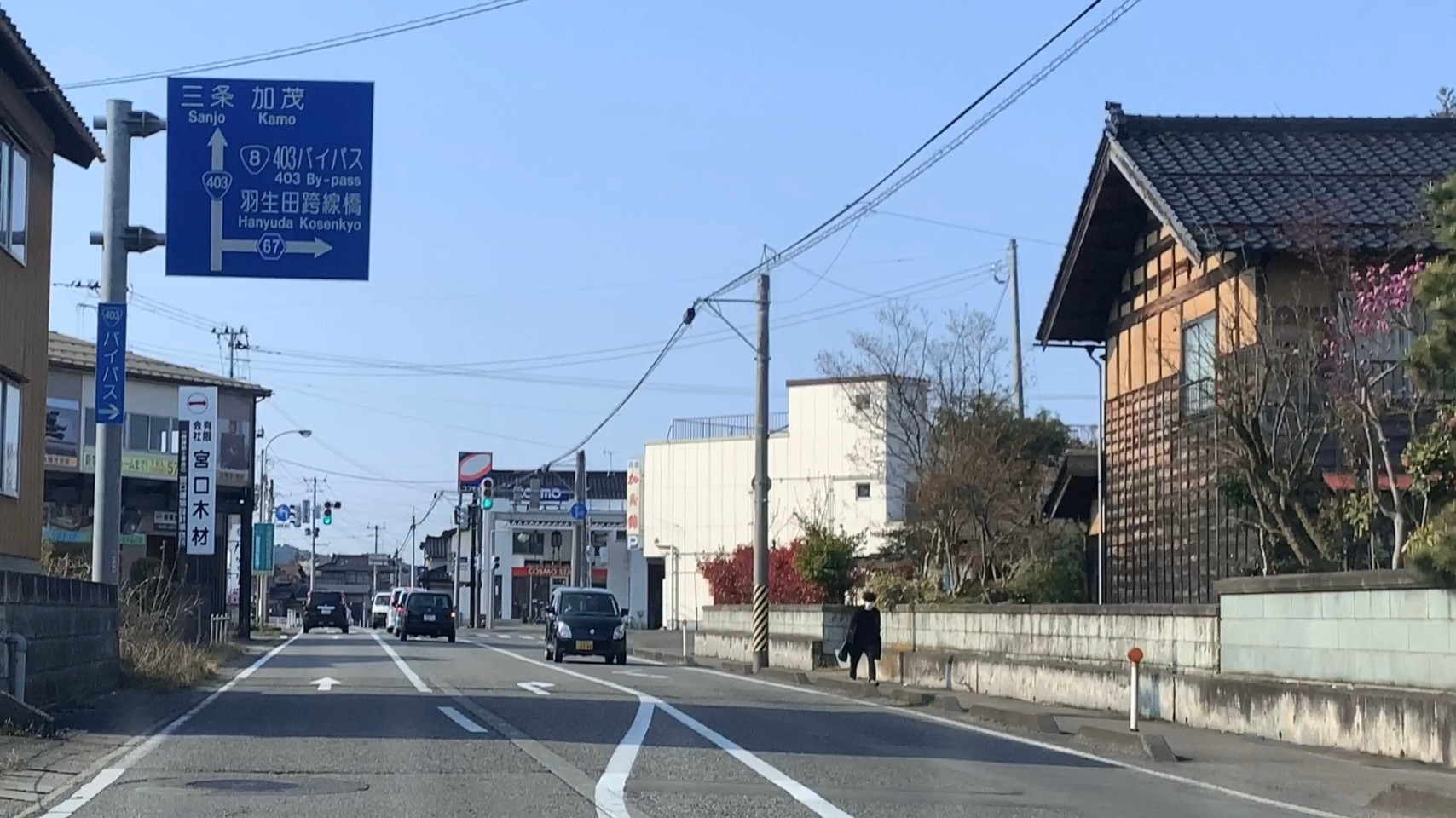
小須戸田上バイパスと並行する旧道（新潟県田上町、2020年4月）

  - 新津南バイパス（1994年に全線開通）（新潟市秋葉区古田 - 同区矢代田）
  - 小須戸田上バイパス（2020年に全線開通）（こすどたがみバイパス、新潟県秋葉区矢代田 - 南蒲原郡田上町羽生田）
  - 三条北バイパス（2024年に全線開通）（南蒲原郡田上町羽生田 - 三条市大宮新田）
  - 小千谷バイパス（小千谷市高梨町 - 同市大字千谷）
  - 千谷バイパス
    - 小千谷市大字千谷から同市千谷川四丁目までの国道117号重用区間。

  - 西小千谷バイパス
    - 小千谷市千谷川四丁目から同市大字西吉谷までの国道117号重用区間。

  - 大白倉バイパス（2020年に全線開通）（長岡市小国町三桶 - 十日町市岩瀬）
  - 松代道路
- 長野県
  - 松代バイパス（長野市松代町西寺尾 - 同市松代町清野）
  - 土口バイパス（千曲市大字土口 - 同市大字屋代）
  - 坂城更埴バイパス（千曲市）
    - 一般国道18号として供用。2021年（令和3年）3月11日に従来の経路に加え、坂城更埴バイパスと県道姨捨停車場線を経由する経路が区域に追加され[13]、2022年（令和4年）4月1日に従来の経路が区域が除外される[14]。

  - 矢越防災（筑北村 - 安曇野市）

### 重複区間
- 新潟県
  - 国道7号（新潟市・栗ノ木橋交差点 - 紫竹山IC＝栗ノ木バイパス）
  - 国道49号（新潟市・紫竹山IC - 茅野山IC＝亀田バイパス）
  - 国道460号（新潟市・大鹿交差点 - 古田交差点＝新津バイパス）
  - 国道289号（三条市・興野交差点 - 須頃三丁目南交差点＝第二産業道路）
  - 国道8号（三条市・須頃三丁目南交差点 - 大野畑交差点）
  - 国道352号（長岡市・大野交差点 - 本町一丁目（通称・昭和通）交差点）
  - 国道351号（長岡市・本町一丁目（通称・昭和通）交差点 - 小千谷市・高梨交差点）
  - 国道17号（小千谷市・高梨交差点 - 三仏生交差点）
  - 国道117号（小千谷市・三仏生交差点 - 本町一丁目交差点）
  - 国道291号（小千谷市・本町一丁目交差点 - 桜町上交差点）
  - 国道117号（小千谷市・桜町上交差点 - 四ッ子＝小千谷西バイパス）
  - 国道404号（長岡市・相野原交差点 - 十日町市・池尻交差点）
  - 国道252号（十日町市・中仙田付近）
  - 国道253号（十日町市孟地伊沢橋付近 - 池尻交差点）
  - 国道405号（上越市安塚区・和田交差点 - 円平坊付近）
- 長野県
  - 国道117号（下高井郡野沢温泉村・七ケ巻付近 - 飯山市・中央橋西交差点）
  - 国道292号（飯山市・有尾交差点 - 中央橋西交差点）（中野市・一本木 - 七瀬交差点）
  - 国道18号（千曲市・粟佐交差点 - 杭瀬下交差点）（千曲市・治田小学校東交差点 - 八幡峯交差点＝更埴坂城バイパス）
  - 国道19号（安曇野市・木戸交差点 - 松本市・終点）

### 道路施設

#### 主要構造物
- 小阿賀橋（小阿賀野川・新津バイパス・新潟市江南区割野 - 新潟市秋葉区車場）
- 千代橋（加茂川・三条北バイパス・加茂市 - 三条市）
- 刈谷田橋（刈谷田川、長岡市）
- 夫婦橋（中之島川、長岡市）
- 並木橋（猿橋川、長岡市）
- 与板橋（信濃川、長岡市並木新田 - 長岡市与板町与板）
- 本与板橋（黒川、長岡市）
- 下河根橋（黒川、長岡市）
- 小国隧道（小千谷市大字西吉谷 - 長岡市小国町楢沢）：小国峠を貫通する明治時代からの現役トンネルで、両坑口をスノーシェッドに囲まれている。
- 平和橋（渋海川、長岡市）
- 大三桶橋（渋海川、長岡市）
- 大貝トンネル（長岡市 - 十日町市）
- 白倉大橋（十日町市）
- 渋海トンネル（十日町市大白倉寅 - 同町市大倉丑）
- 岩瀬トンネル（十日町市大倉丑 - 同市岩瀬子）：延長273 m。狭隘で落石災害にも脆弱な旧トンネルの改良事業として、2015年（平成27年）7月19日に開通した[15]。
- 岩瀬橋（渋海川、十日町市）
- 室嶋橋（渋海川、十日町市）
- 大島橋（渋海川、十日町市）
- 弁財島橋（渋海川、十日町市）
- 萩原橋（渋海川、十日町市）
- 荒瀬橋（渋海川、十日町市）
- 苧島橋（渋海川、十日町市）
- 峠トンネル（十日町市）
- 市川橋（千曲川、飯山市大字照岡 - 下高井郡野沢温泉村大字虫生）
- 中央橋（千曲川、飯山市大字飯山 - 同市大字木島）
- 夜間瀬橋（夜間瀬川、山ノ内町 - 中野市）
- 松川橋（松川、小布施町 - 須坂市）
- 市川橋（百々川、須坂市）
- 千曲橋（千曲川、千曲市大字杭瀬下 - 大字稲荷山）
- 滝上第1トンネル（筑北村）
- 滝上第2トンネル（筑北村）
- 滝上大橋（たきがみおおはし、筑北村）
- 新矢越トンネル（しんやごせトンネル、筑北村 - 安曇野市）
  - 矢越峠を貫通する矢越隧道は狭隘な峠道となっており、これを解消するためのバイパスとして2017年（平成29年）9月23日に滝上大橋と新矢越トンネルが開通した[16]。
- 矢越隧道（やごせずいどう、東筑摩郡筑北村西条 - 安曇野市明科東川手）

#### 道の駅
- 新潟県
  - たがみ（南蒲原郡田上町）
  - 瀬替えの郷せんだ（十日町市）
  - まつだいふるさと会館（十日町市）
  - 雪のふるさとやすづか（上越市安塚区）
- 長野県
  - FARMUS木島平（下高井郡木島平村）
  - さかきた（東筑摩郡筑北村）

## 地理
新潟県側は、小千谷市までの平野部と、小千谷市から先の山岳部で大きく様相が変わる。平野部では、新潟市をはじめ三条市、長岡市などで市街地を通過する。見通しが良好な直線区間も多い。山岳部では、旧市町村境などで狭隘区間が見られ、積雪期には雪崩にも注意を要する。長野県に入ると、飯山市から千曲市にかけては、千曲川に沿って走る。千曲市から安曇野市までは山岳区間であるが、麻績村および筑北村中心部付近は小さいながらも盆地で、比較的開けた景観となる。国道19号との重用区間である安曇野市から松本市までは、犀川に沿って走る。
沿線には、花火大会で知名度の高い長岡や小千谷（片貝）をはじめ、大地の芸術祭あるいは棚田の景観で知られる十日町、和菓子で知られる小布施、戦国時代の武将上杉謙信と武田信玄の合戦場で知られる川中島、太平洋戦末期に政府中枢機能移転が計画された松代大本営跡（長野市）、「日本三大車窓」や「日本の夜景100選」「日本夜景遺産」にも選ばれた景観・夜景のスポットで知られる姥捨があり、各地に見どころが点在する。

### 通過する自治体
- 新潟県
  - 新潟市（中央区 - 江南区 - 秋葉区）- 南蒲原郡田上町 - 加茂市 - 三条市 - 長岡市 - 小千谷市 - 長岡市 - 十日町市 - 上越市
- 長野県
  - 飯山市 - 下高井郡野沢温泉村 - 飯山市 - 下高井郡木島平村 - 下高井郡山ノ内町 - 中野市 - 上高井郡小布施町 - 須坂市 - 長野市 - 千曲市 - 東筑摩郡麻績村 - 東筑摩郡筑北村 - 安曇野市 - 松本市

### 交差する路線
※重用区間を除く
- 新潟県
  - 国道49号（新潟市・茅野山IC）
  - 国道460号（新潟市・大鹿交差点、古田交差点）
  - 国道404号（長岡市・新町交差点）
  - 国道252号（十日町市・中仙田）
  - 国道253号（十日町市・孟地、池尻交差点）
  - 国道353号（十日町市・池尻交差点）
  - 国道405号（上越市・和田交差点、樽田）
- 長野県
  - 国道117号（下高井郡野沢温泉村・七ケ巻付近、飯山市・中央橋西交差点）
  - 国道292号（中野市・一本木、七瀬交差点）
  - 国道406号（須坂市・横町中央交差点）
  - 国道18号（千曲市・粟佐交差点、杭瀬下交差点、更埴坂城バイパス接続点）
  - 国道19号（安曇野市・木戸交差点）

### 峠
- 新潟県
  - 小国峠（小千谷市 - 長岡市）
  - 城ノ越（上越市）
  - 伏野峠（上越市 - 長野県飯山市）
- 長野県
  - 猿ヶ馬場峠（千曲市・東筑摩郡麻績村）